# Mariabeeld (Ubachsberg)

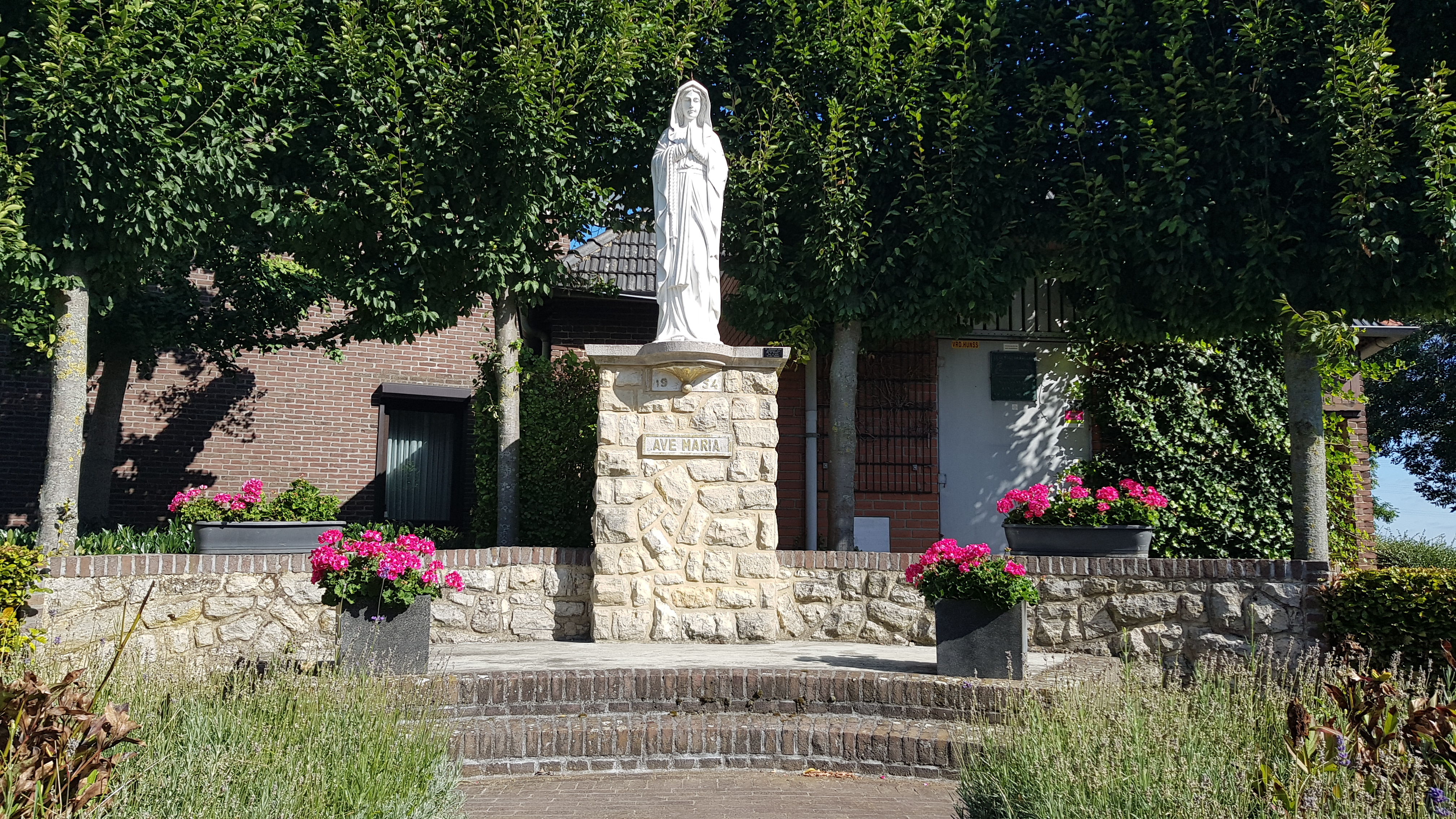
Het Mariabeeld in 2019

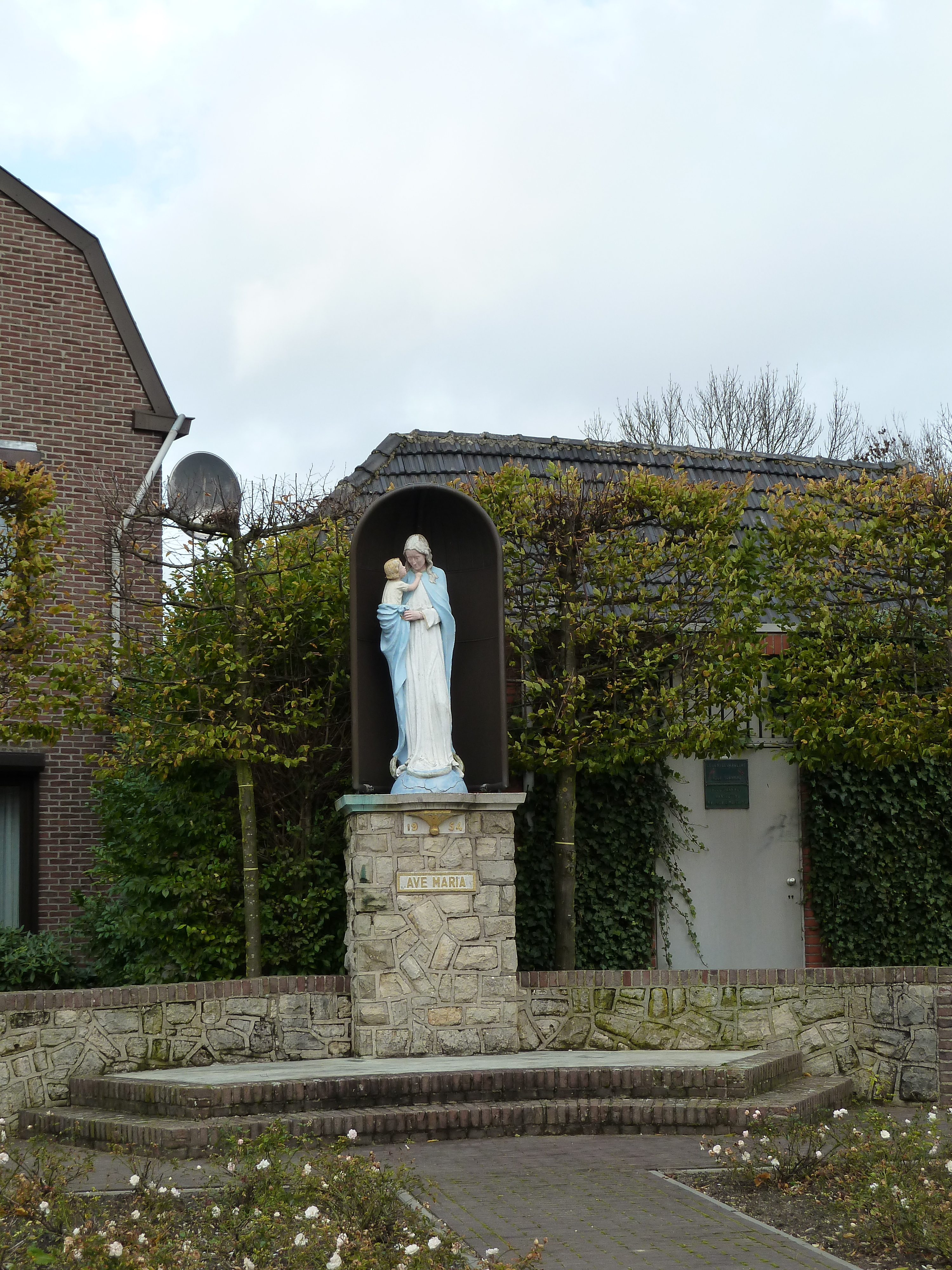
Het standbeeld in 2010

Het Mariabeeld is een standbeeld en voormalige niskapel in Ubachsberg in de Nederlands Zuid-Limburgse gemeente Voerendaal. Het beeld staat aan de splitsing van de Hunsstraat en de Breedenweg in het oosten van het dorp. In het noordwesten van het dorp staat er ook een Mariakapel.
Het object is gewijd aan Maria.

## Geschiedenis
In 1954 werd het standbeeld opgericht.
In 2015 was het Mariabeeld aan vervanging toe en heeft men een nieuw Mariabeeld geplaatst. Ook de koperen nis is weggehaald. Op 2 september 2015 werd het nieuwe beeld ingezegend door de pastoor.

## Bouwwerk
Het object staat in een driehoekig plantsoen en bestaat uit een gebogen muur van mergelsteen en baksteen, met ervoor een verhoging met daarop een sokkel. De hoge sokkel is uitgevoerd in gebroken mergelsteen (Kunradersteen) waarin het jaartal 1954 en een tekst is aangebracht:

AVE MARIA

Bovenop de sokkel stond vroeger een halfronde, koperen nis met daarin het Mariabeeld met kindje Jezus op de arm. Het nieuwe beeld is uitgevoerd in wit marmer en toont Maria met de handen gevouwen.